# The Best (Janet Jackson-album)
A The Best (nemzetközi cím; az Egyesült Államokban Number Ones címen jelent meg) Janet Jackson amerikai énekesnő tizennegyedik albuma és második válogatásalbuma az 1995-ben megjelent Design of a Decade 1986/1996 után. A kétlemezes albumon Jackson legnagyobb slágerei szerepelnek, melyek listavezetők lettek Észak-Amerikában, Európában, Ausztráliában, Új-Zélandon, Japánban vagy Dél-Afrikában. Az albumon egy új dal található, a Make Me, ami hallható Jackson weboldalán és szeptember 22. óta megvásárolható.
A nemzetközi változaton kettővel több dal hallható: felkerült rá a Whoops Now című dal, illetve a When I Think of Younak egy remixe is.
A korábbi dalok közül a következőek most szerepelnek először Janet Jackson-albumon: Diamonds (Herb Alpert és Jackson közös dala, Alpert Keep Your Eye on Me című albumán jelent meg 1987-ben); Scream (duett Michael Jacksonnal, Michael HIStory című albumán jelent meg 1995-ben); What’s It Gonna Be?! (Busta Rhymes és Janet közös dala, Rhymes Extinction Level Event albumán jelent meg 1999-ben).
Az albumnak megjelent egy rövidebb változata is Icon: Number Ones és Best of Number Ones címmel, összesen tizenkét dallal. Ez az egyetlen Janet-album, amelyen szerepel a Nothing című szám.

## Háttere
2009. szeptember 13-án Janet Jackson az MTV Video Music Awards díjkiosztón elénekelte bátyjával, Michael Jacksonnal közös Scream című számát, részeként a június 25-én elhunyt Michael Jackson emlékére rendezett műsornak. A díjkiosztó után, még aznap megjelentetett egy új dalt, a Make Me-t, először csak a hivatalos weboldalán, később zeneletöltő oldalakról is megvásárolhatóvá tette. A Make Me Michael 1979-ben megjelent Don’t Stop ‘til You Get Enough című száma előtt tisztelgés; producerei Rodney 'Darkchild' Jerkins és maga Janet. Jerkins, aki Janet tizedik, Discipline című, 2008-ban megjelent albumán is producere volt négy számnak, azt nyilatkozta az MTV-nek, hogy már azóta új anyagon dolgozik Janettel, hogy az énekesnő 2008 szeptemberében megvált az Island Records kiadótól. „Az utóbbi hónapot a stúdióban töltöttük. Visszamegyünk az alapokhoz, Janet eredeti hangzásához. Megpróbáljuk olyan felvételekkel megcélozni a rajongóit, amik tetszeni fognak nekik. Sok gyors tempójú, vidám dal van. Janetnek rengeteg arca van. A rajongója vagyok, mindig is az voltam. A Rhythm Nation, a Control, a Janet. album, ezek mind bizonyos hangulatba ringatnak. Jó szórakozás volt. Izgatott vagyok miatta.” – nyilatkozta Jerkins.
Gil Kaufman, az MTV munkatársa azt írta a dalról: „Janet azzal mondott köszönetet szeretett testvérének, hogy közzétett honlapján egy új dalt, a Make Me-t (…) Eltérően utóbbi albumai sötétebb S&M-hangulatától, a Make Me könnyed, szórakoztató dal diszkóritmussal.” Azt is megjegyezte, hogy „a refrén Michael dalának refrénjét Janethez méltó, szexi, kihívó szöveggé változtatja.”
2009. október 13-án az Universal Records bejelentette, hogy a Make Me felkerül Jackson második válogatásalbumára, amire 33 listavezető kislemezdala kerül fel. A kétlemezes albumon Janet Control (1986) című albumától a Discipline-ig (2008) mindegyikről kerülnek fel olyan dalok, amik az első helyre kerültek a Billboard Hot 100, Hot R&B/Hip-Hop Songs, Hot Dance Club Songs, Hot Adult Contemporary Tracks slágerlistákon, valamint külföldi slágerlistákon, például a japán Oricon és a dél-afrikai kislemezlistán.

## Számlista

### Number Ones (USA)
| 1. lemez 1. What Have You Done for Me Lately – 4:59 2. Nasty – 4:03 3. When I Think of You (single remix version) – 3:57 4. Control – 5:53 5. Let’s Wait Awhile (single remix version) 6. The Pleasure Principle – 4:58 7. Diamonds (Herb Alpert feat. Janet Jackson) 8. Miss You Much – 4:12 9. Rhythm Nation – 5:31 10. Escapade – 4:44 11. Alright (single remix version) – 4:38 12. Come Back to Me – 4:38 13. Black Cat (single remix version) – 4:49 14. Love Will Never Do (Without You) – 5:50 15. The Best Things in Life Are Free (Luther Vandross & Janet Jackson with BBD and Ralph Tresvant) – 4:36 16. That’s the Way Love Goes – 4:25 | 2. lemez 1. If – 4:31 2. Again – 3:47 3. Because of Love – 4:20 4. Any Time, Any Place – 7:08 5. Scream (Michael & Janet Jackson) – 4:39 6. Runaway – 3:35 7. Got ‘til It’s Gone (featuring Q-Tip & Joni Mitchell) – 4:01 8. Together Again – 5:01 9. I Get Lonely (TNT Remix feat. Blackstreet) – 4:03 10. Go Deep – 4:42 11. What’s It Gonna Be?! (Busta Rhymes featuring Janet) 12. Doesn’t Really Matter – 4:24 13. All for You (video single mix) – 4:29 14. Someone to Call My Lover – 4:32 15. All Nite (Don’t Stop) – 3:26 16. Call on Me (duett Nellyvel) – 3:24 17. Feedback – 3:38 18. Make Me – 3:38 |

### The Best (nemzetközi)
| 1. lemez 1. What Have You Done for Me Lately 2. Nasty 3. When I Think of You 4. Control 5. Let’s Wait Awhile 6. The Pleasure Principle 7. Diamonds (Herb Alperttel) 8. Miss You Much 9. Rhythm Nation 10. Escapade 11. Alright 12. Come Back to Me 13. Black Cat 14. Love Will Never Do (Without You) 15. The Best Things in Life Are Free (duett Luther Vandross-szal) 16. That’s the Way Love Goes 17. When I Think of You (Morales House Mix UK 7") | 2. lemez 1. If 2. Again 3. Because of Love 4. Any Time, Any Place 5. Scream (duett Michael Jacksonnal) 6. Runaway 7. Got ‘til It’s Gone (Joni Mitchell-lel és Q-Tippel) 8. Together Again 9. I Get Lonely (a BLACKstreettel) 10. Go Deep 11. What’s It Gonna Be (Busta Rhymes featuring Janet) 12. Doesn’t Really Matter 13. All for You 14. Someone to Call My Lover 15. All Nite (Don’t Stop) 16. Call on Me (duett Nellyvel) 17. Feedback 18. Whoops Now 19. Make Me |

### Best of Number Ones
1. What Have You Done for Me Lately
2. Nasty
3. When I Think of You
4. Miss You Much
5. Escapade
6. Alright (7" House Mix with Rap)
7. That’s the Way Love Goes
8. Together Again
9. Doesn’t Really Matter
10. All for You
11. Make Me
12. Nothing

## Kislemezek
- Make Me (2009. szeptember 22.)

## Megjelenési dátumok
| Cím         | Ország             | Dátum              | Kiadó                   | Katalógusszám |
| ----------- | ------------------ | ------------------ | ----------------------- | ------------- |
| Number Ones | Egyesült Államok   | 2009. november 17. | A&M Records             | 001361202     |
| Number Ones | Kanada             | 2009. november 17. | Hip-O Records           | B001361202    |
| The Best    | Japán              | 2009. november 18. | Universal International | UICY91510     |
| The Best    | Egyesült Királyság | 2009. november 23. | Polydor Records         | 2725300       |

## Helyezések
| Slágerlista (2009)                   | Legmagasabb helyezés |
| ------------------------------------ | -------------------- |
| Brit albumslágerlista                | 28                   |
| USA Billboard 200                    | 22                   |
| USA Billboard Top R&B/Hip-Hop Albums | 3                    |